# Cerhonice
Cerhonice är en ort i Tjeckien.   Den ligger i regionen Södra Böhmen, i den centrala delen av landet, 80 km söder om huvudstaden Prag. Cerhonice ligger 448 meter över havet och antalet invånare är 134.
Terrängen runt Cerhonice är platt, och sluttar österut. Runt Cerhonice är det glesbefolkat, med 19 invånare per kvadratkilometer. Närmaste större samhälle är Písek, 13,8 km sydost om Cerhonice. I omgivningarna runt Cerhonice växer i huvudsak blandskog.